# تعدد الطحال
تعدد الطحال هو مرض خلقي يتجلّى في وجود عدّة طحالاتٍ صغيرةٍ إضافيّةٍ لدى المُصابين به، بدلاً من وجود طحالٍ وحيدٍ طبيعيّ الحجم، وغالباً ما يكون ذلك مصاحباً لوجود شذوذاتٍ خلقيّة أخرى، إلّا أنّه قد يحدثُ مُنفرداً. تشملُ هذه الشذوذات سوء الدوران المعوي، ورتق القناة الصفراوية، بالإضافة إلى تموضع القلب في الجهة اليمنى من الجسم عند بعض المرضى.

## أنظر أيضا
- طحال إضافي
- تطحال
- استئصال الطحال